# Lydrestaurering
Lydrestaurering er en generel betegnelse for lydredigering med det formål at fjerne fejl (såsom sus, impulsstøj, knas, wow og flutter, baggrundsstøj og netbrum) fra lydoptagelser. Restaureringen kan ske direkte på mediet (f.eks. ved at vaske en grammofonplade med en egnet rensevæske), på en analog kopi eller, som det er normalt i dag, på en digital repræsentation (en lydfil som Aiff eller Wav) af optagelsen på en computer. 
Moderne lydrestaurering udføres som regel ved at digitalisere en lydkilde fra et analogt medie som f.eks. lakplade, vinylplade, optisk lydspor på en film eller magnetbånd. Når først lyden findes i digital form, kan den restaureres og renses med digitalt værktøj, der håndterer specifikke problemer. Således findes der  declickers, decracklers, dehissers og dialogue noise suppressors ved siden af mere generelle digital audio workstations (DAWs). En DAW kan udføre flere forskellige automatiske processer for at fjerne anomalier/fejl som de førnævnte specialværktøj kan, ud over at fjerne netbrum, bredspektret støj og anden form for brummen og rumlen. Lydteknikere bruger ofte en DAW til manuelt at fjerne kortvarige mislyde fra lydoptagelser. De nyeste spektrografiske retoucheringsværktøj kan dæmpe eller fjerne meget specifikke problemer og uønskede lyde. En DAW kan som regel fjerne de mindste fejl og mislyde, ofte uden at efterlade hørbare eller synlige artefakter eller andre indikationer på, at lyden er blevet redigeret. Selv om nogen lydrestaurering kan udføres automatisk, er der ofte tale om en særdeles tidskrævende opgave for en dygtig lydtekniker med erfaring i tilsvarende opgaver.